# Chaumont-le-Bois
Pour les articles homonymes, voir Chaumont.
Chaumont-le-Bois est une commune française située dans le canton de Châtillon-sur-Seine du département de la Côte-d'Or en région Bourgogne-Franche-Comté.

## Géographie

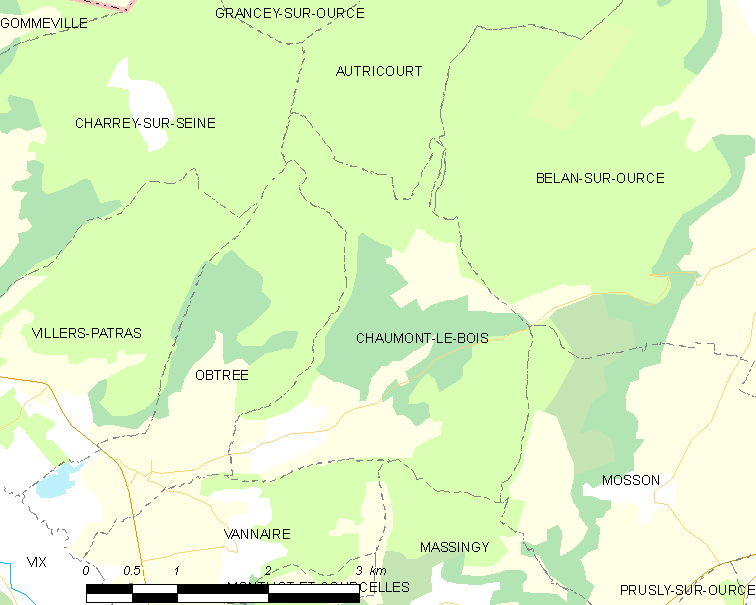

La commune de Chaumont-le-Bois s’étend sur 7,5 km2 entre 216 et 393 mètres d’altitude. Situé à l'altitude moyenne de 228 mètres, le ruisseau d'Obtrée est le principal cours d'eau de la commune.

### Climat
Pour des articles plus généraux, voir Climat de la Bourgogne-Franche-Comté et Climat de la Côte-d'Or.
En 2010, le climat de la commune est de type climat océanique dégradé des plaines du Centre et du Nord, selon une étude du Centre national de la recherche scientifique s'appuyant sur une série de données couvrant la période 1971-2000. En 2020, Météo-France publie une typologie des climats de la France métropolitaine dans laquelle la commune est exposée à un climat océanique altéré et est dans la région climatique  Lorraine, plateau de Langres, Morvan, caractérisée par un hiver rude (1,5 °C), des vents modérés et des brouillards fréquents en automne et hiver. 
Pour la période 1971-2000, la température annuelle moyenne est de 10,6 °C, avec une amplitude thermique annuelle de 15,9 °C. Le cumul annuel moyen de précipitations est de 881 mm, avec 12,5 jours de précipitations en janvier et 8,5 jours en juillet. Pour la période 1991-2020, la température moyenne annuelle observée sur la station météorologique de Météo-France la plus proche, « Châtillon/Seine », sur la commune de Châtillon-sur-Seine à 7 km à vol d'oiseau, est de 10,8 °C et le cumul annuel moyen de précipitations est de 832,8 mm,. Pour l'avenir, les paramètres climatiques de la commune estimés pour 2050 selon différents scénarios d'émission de gaz à effet de serre sont consultables sur un site dédié publié par Météo-France en novembre 2022.

## Urbanisme

### Typologie
Au 1er janvier 2024, Chaumont-le-Bois est catégorisée commune rurale à habitat dispersé, selon la nouvelle grille communale de densité à 7 niveaux définie par l'Insee en 2022.
Elle est située hors unité urbaine. Par ailleurs la commune fait partie de l'aire d'attraction de Châtillon-sur-Seine, dont elle est une commune de la couronne,. Cette aire, qui regroupe 60 communes, est catégorisée dans les aires de moins de 50 000 habitants,.

### Occupation des sols
L'occupation des sols de la commune, telle qu'elle ressort de la base de données européenne d’occupation biophysique des sols Corine Land Cover (CLC), est marquée par l'importance des forêts et milieux semi-naturels (70,2 % en 2018), une proportion identique à celle de 1990 (70,2 %). La répartition détaillée en 2018 est la suivante : 
forêts (70,2 %), terres arables (24,2 %), zones agricoles hétérogènes (5,6 %). L'évolution de l’occupation des sols de la commune et de ses infrastructures peut être observée sur les différentes représentations cartographiques du territoire : la carte de Cassini (XVIIIe siècle), la carte d'état-major (1820-1866) et les cartes ou photos aériennes de l'IGN pour la période actuelle (1950 à aujourd'hui).

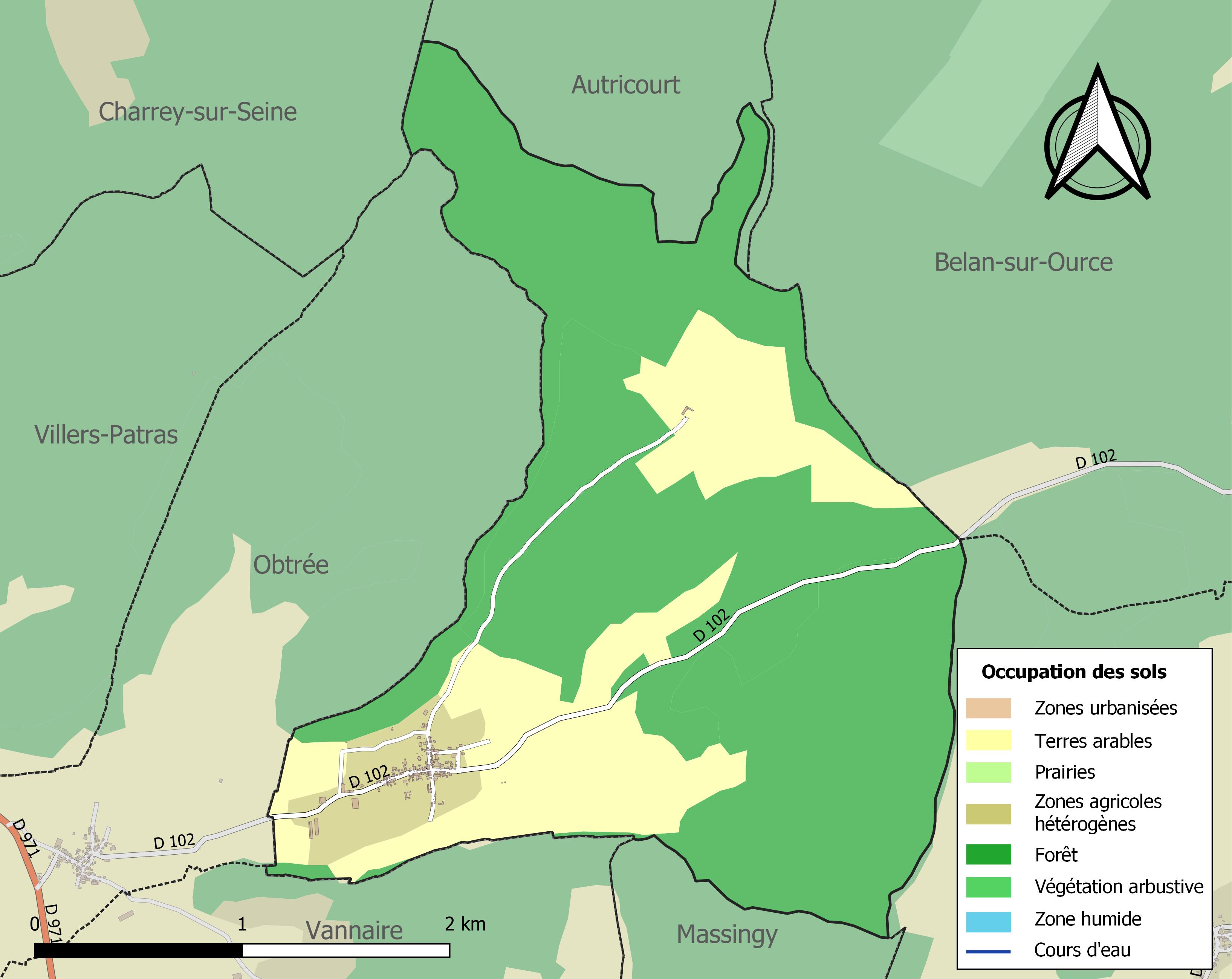
Carte des infrastructures et de l'occupation des sols de la commune en 2018 (CLC).

## Toponymie
Comme presque tous les Chaumont de France, il s'agit d'un "mont chauve"; issu du latin mons calvus / montem calvum.

## Histoire

### Antiquité
Avec le village voisin d'Obtrée, Chaumont-le-Bois est une étape sur la voie antique venant du Mont Lassois qui se dirige vers le nord-est.

### Moyen Âge
Dès le XIVe siècle le village vit presque exclusivement de la vigne. On pense que l'agglomération se situait sur la hauteur du vallon à l'emplacement du cimetière actuel. La seigneurie semble essentiellement laïque ; de l'ancien château ne subsiste qu'un colombier.

### Temps modernes
À la veille de la Révolution alors que la population avoisine les 500 habitants l'église actuelle détruite à la fin du XVIIe siècle est reconstruite plus bas.
En 1811, le cadastre napoléonien enregistre 170 hectares de vignes sur la commune. Après la crise du phylloxéra qui touche la région dans la dernière décennie du XIXe siècle, celles-ci sont arrachées. Leur culture ne reprend qu'en 1987.

## Économie
L'économie de Chaumont-le-Bois est liée à l'exploitation de la forêt (scierie) et à la culture de la vigne (Pinot noir et Chardonnay) pour la production de crémant du châtillonnais (vignoble en AOC Crémant de Bourgogne).

## Tourisme
- Village fleuri (une fleur depuis 2012).
- Chaumont-le-Bois, étape de la route du Crémant, possède son musée du vigneron.
- Sentier de la Picherelle.
- Parc de la Fontainotte aménagé récemment[Quand ?] avec des jeux pour les petits et une promenade le long du cours d'eau de la Fontainotte pour un peu de sérénité.

## Politique et administration
| Période                                  | Période    | Identité          | Étiquette | Qualité      |
| ---------------------------------------- | ---------- | ----------------- | --------- | ------------ |
| 1989                                     | avril 2014 | Clément Courqueux |           |              |
| avril 2014                               | En cours   | Anne Bouhélier    |           | Agricultrice |
| Les données manquantes sont à compléter. |            |                   |           |              |

## Démographie
L'évolution du nombre d'habitants est connue à travers les recensements de la population effectués dans la commune depuis 1793. Pour les communes de moins de 10 000 habitants, une enquête de recensement portant sur toute la population est réalisée tous les cinq ans, les populations de référence des années intermédiaires étant quant à elles estimées par interpolation ou extrapolation. Pour la commune, le premier recensement exhaustif entrant dans le cadre du nouveau dispositif a été réalisé en 2007.

En 2022, la commune comptait 79 habitants, en évolution de −2,47 % par rapport à 2016 (Côte-d'Or : +0,82 %, France hors Mayotte : +2,11 %).
| 1793 | 1800 | 1806 | 1821 | 1831 | 1836 | 1841 | 1846 | 1851 |
| ---- | ---- | ---- | ---- | ---- | ---- | ---- | ---- | ---- |
| 497  | 389  | 450  | 442  | 479  | 439  | 432  | 412  | 395  |

| 1856 | 1861 | 1866 | 1872 | 1876 | 1881 | 1886 | 1891 | 1896 |
| ---- | ---- | ---- | ---- | ---- | ---- | ---- | ---- | ---- |
| 330  | 348  | 360  | 319  | 280  | 284  | 283  | 267  | 245  |

| 1901 | 1906 | 1911 | 1921 | 1926 | 1931 | 1936 | 1946 | 1954 |
| ---- | ---- | ---- | ---- | ---- | ---- | ---- | ---- | ---- |
| 213  | 188  | 157  | 126  | 109  | 114  | 93   | 146  | 113  |

| 1962 | 1968 | 1975 | 1982 | 1990 | 1999 | 2006 | 2007 | 2012 |
| ---- | ---- | ---- | ---- | ---- | ---- | ---- | ---- | ---- |
| 109  | 118  | 82   | 68   | 74   | 98   | 88   | 86   | 86   |

| 2017 | 2022 | - | - | - | - | - | - | - |
| ---- | ---- | - | - | - | - | - | - | - |
| 81   | 79   | - | - | - | - | - | - | - |

## Culture locale et patrimoine

### Lieux et monuments
- Église Saint-Martin construite de 1787[17].
- Maison forte des seigneurs de Chaumont-le-Bois et son pigeonnier à proximité du ruisseau de la Fontainotte.

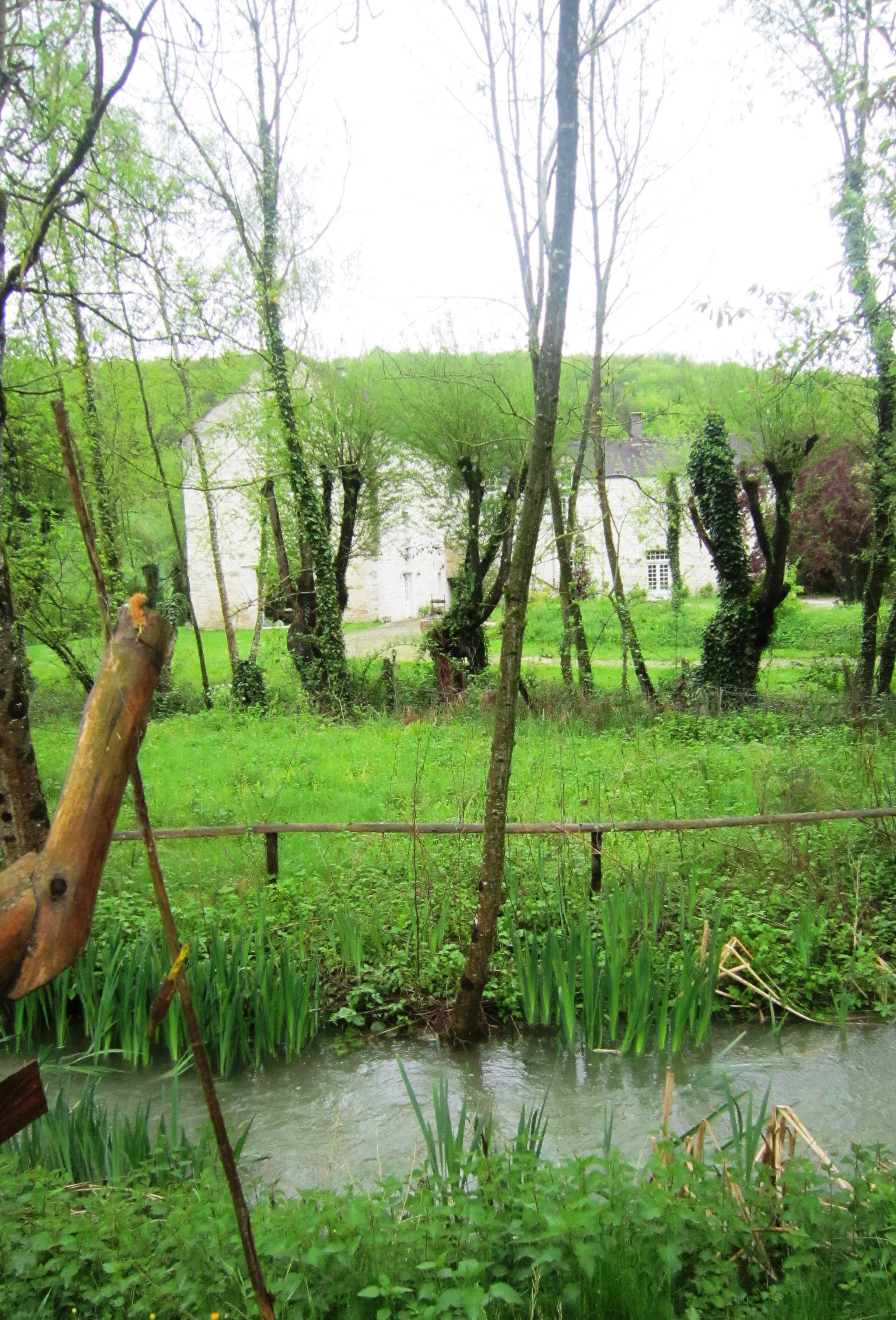
Maison forte
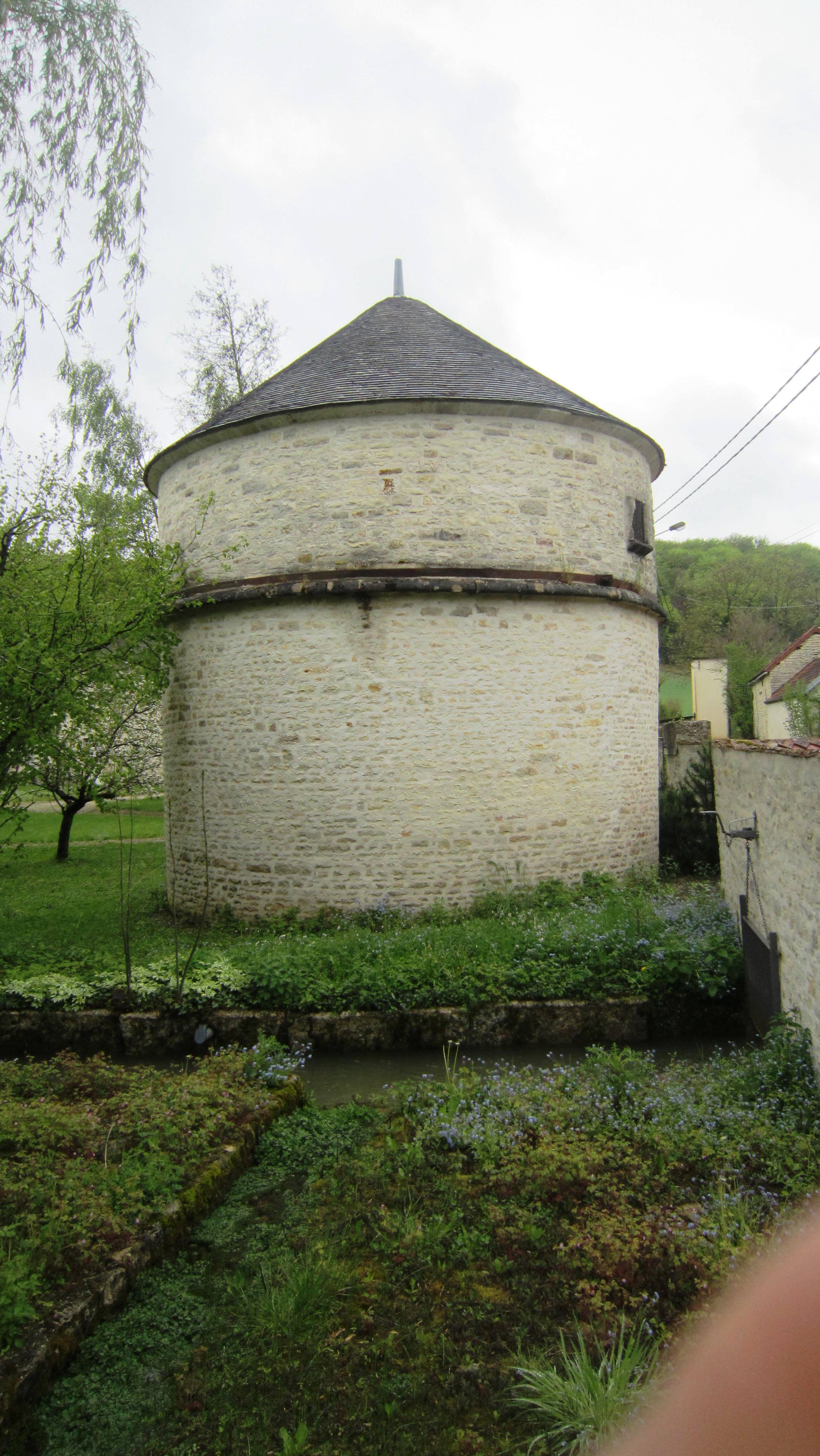
Pigeonnier

### Personnalités liées à la commune
- Godelieve Rosselle (née Vanwildemeersch) à qui Willem Vermandere (chanteur belge) a dédié sa chanson : La belle Rosselle (chanté partie en flamand, partie en français)[18].

### Héraldique
| Blason | Blasonnement : D'azur à trois feuilles de chêne d'or. |